# Murrayglossus
Murrayglossus es un género extinto de equidna de hocico largo conocido únicamente por unos pocos huesos fósiles procedentes de Australia Occidental y datados en el Pleistoceno Superior, descubiertos originalmente en 1914 por Ludwig Glauert.

## Talla
Se calcula que la longitud corporal podía ser de 1 m con un peso de hasta 30 kilogramos. una talla enorme para un equidna y para los monotremas en general. 

## Taxonomía
Murrayglossus se asignó originalmente al género Zaglossus como la nueva especie Z. hacketti, pero la falta de material craneal conocido hace que su ubicación genérica sea cuestionable. En un artículo publicado en 2022 que revisa el registro fósil de los montremates, se le dio a Z. hacketti su propio género, Murrayglossus.